# Berne
Berne je priimek v Sloveniji, ki ga je po podatkih Statističnega urada Republike Slovenije na dan 1. januarja 2010 uporabljalo 11 oseb in je med vsemi priimki po pogostosti uporabe uvrščen na 17.803. mesto.

## Znani slovenski nosilci priimka
- Dušan Berne (*1950), novinar, zunanjepolitični radijski urednik in komentator
- Martin Berne, jamar
- Tim Berne, saksofonist

## Znani tuji nosilci priimka
- Eric Berne (1910—1970), ameriški psihiater